# Имитатор (фильм, 1990)
«Имитатор» — художественный фильм в жанре сатирической комедии, снятый режиссёром Олегом Фиалко в 1990 году на киностудии имени Александра Довженко.

## Сюжет
Молодой человек Игорь Луценко (Игорь Скляр) умеет хорошо имитировать голоса. Пользуясь этой способностью, он по телефону выдаёт себя за других людей. Сначала он помогает чиновнику Льву Козаку, который обещал Игорю, что тот станет артистом. Затем он использует дар уже в собственных интересах, способствуя своему бизнесу. Между Луценко и Козаком возникает конфликт, который перерастает в открытую вражду. «Нашла коса на камень» — так, можно охарактеризовать развитие дальнейших событий. Козак, используя связи, упекает Луценко в психиатрическую лечебницу, а Игорь, применив свои способности и вызвав невероятные и масштабные события, делает из своего врага настоящего сумасшедшего. В конечном итоге они оба оказываются пациентами, «по-дружески» сидящими на скамейке в парке психиатрической больницы.

## История создания
Сценарий фильма был написан Юрием Маминым и Вячеславом Лейкиным ещё до Перестройки, но его никто не брал в производство. Олег Фиалко во многом переделал его. Сценаристы безуспешно пытались снять с титров свои имена. Юрию Мамину фильм не понравился, особенно эпизод, когда главный герой голый бегает по городу.
Фильм пользовался массовой популярностью и имел хорошие кассовые сборы.

## В ролях
- Игорь Скляр — Игорь Луценко
- Наталья Лапина — Светлана, актриса
- Алексей Жарков — Лев Козак
- Людмила Гурченко — Певица
- Сергей Сивохо — актёр в сцене из Дикого Запада
- Маргарита Криницына — председатель худсовета
- Людмила Лобза — Людмила, жена Козака
- Эрнст Романов — Николай Петрович
- Пётр Сорокин — Пётр Борисович Сорокин, массажист
- Ирина Азер — Хильда Бауэр
- Богдан Бенюк — майор Костюкоев
- Нина Шаролапова — уборщица
- Владислав Листьев — камео
- Владимир Мукусев — камео
- Владимир Вихров — представитель ЦК
- Георгий Дворников
- Николай Гудзь[укр.] — Игнатенко
- Нина Ильина
- Геннадий Болотов
- Осип Найдук
- Екатерина Крупенникова

## Съёмочная группа
- Авторы сценария: Юрий Мамин, Вячеслав Лейкин, Виктор Копылец, Олег Фиалко
- Режиссёр: Олег Фиалко
- Оператор-постановщик: Александр Золотарёв
- Композитор: Вячеслав Назаров
- Художник-постановщик: Вячеслав Ершов
- Звукорежиссёр: Владимир Сулимов
- Постановщик трюков: Вячеслав Дубинин, Сергей Головкин
- Каскадеры: Александр Баранов, Сергей Головкин, Николай Павлов, Валерий Зайцев, Валерий Титов, Анатолий Грошевой, Сергей Антоненко

## Интересные факты
- Персонаж Игоря Скляра пародировал Леонида Брежнева, Владимира Высоцкого, Сергея Сивохо, Ольгу Воронец и Михаила Горбачёва.
- В одной из сцен фильма Игорь Луценко исполняет отрывки из пародии на песню Владимира Высоцкого «Диалог у телевизора» («Ты лучше, Зин, не трогай Ельцина…» и «Ой, Вань, гляди, Михал Сергеевич…»), которую написал Михаил Евдокимов. Сам Евдокимов также исполнял эту пародию.
- Героиня Людмилы Гурченко читает стихотворение Валентина Берестова «Согласно гороскопу» («Муж — дракон, жена — змея…»).
- В фильме показан массовый парашютный десант с транспортных вертолётов Ми-6.
- Песню «Танцы на воде» исполняет Наталья Лапина.